# Bugklappe

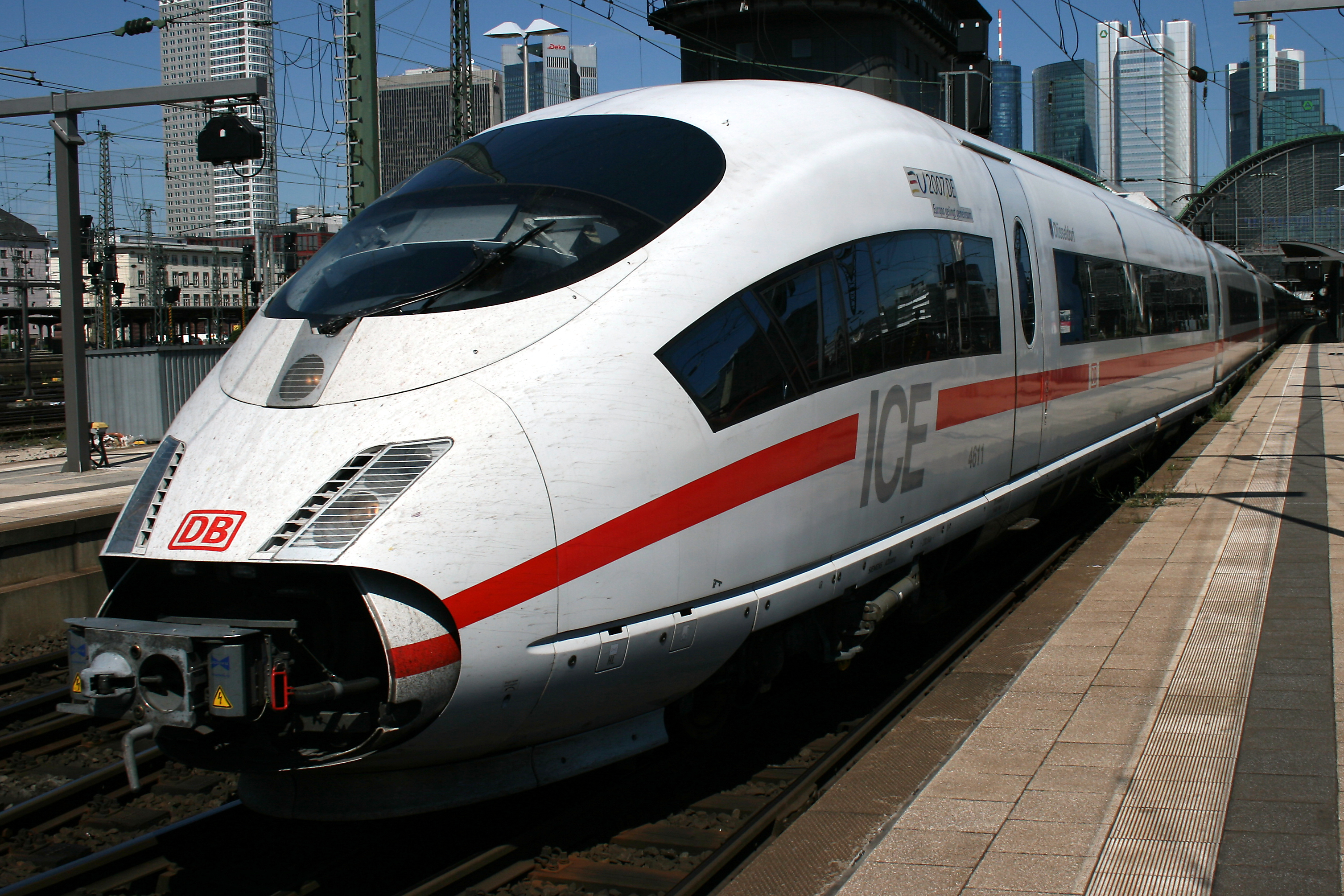
ICE 3M mit geöffneten Bugklappen in Frankfurt (Main) Hauptbahnhof

Unter einer Bugklappe versteht man allgemein bei Fahrzeugen eine verschwenk- bzw. verschließbare Abdeckung an der Fahrzeugfront, die unterschiedlichen Zwecken dient. Sie kann zum einen als Schutzverkleidung für zum Fahrzeug gehörende Aggregate dienen, aber auch als Ladetor wie bei Frachtflugzeugen oder RoRo-Schiffen.
Bei Schienenfahrzeugen wird eine verschwenk- bzw. verschließbare Abdeckung des Kupplungsschachts an der Fahrzeugfront verwendet, um aerodynamisch nachteilige Frontpartien oder wie bei Straßenbahnen Unfallgefahren durch eine hervorstehende Kupplung zu vermeiden. Bugklappen finden bei Eisenbahnen insbesondere bei stromlinienförmigen Triebzügen wie den Hochgeschwindigkeitszügen (z. B. ICE, TGV) verschiedener Bahnverwaltungen Anwendung.
Bugklappen sind im Normalfall geschlossen und werden nur geöffnet, wenn die Kupplung benutzt werden muss, etwa wenn zwei Triebzüge in Doppeltraktion verkehren. Sollte die Steuerungseinrichtung der Bugklappen defekt sein, wird grundsätzlich mit offenen Klappen gefahren, um den Betriebsablauf – etwa beim Verstärken eines Triebzuges um einen weiteren während eines kurzen Bahnhofsaufenthaltes – nicht zu beeinträchtigen.
An Straßenfahrzeugen wie Omnibussen, die aufgrund ihrer anderen Kühlerlage keinen Front-Kühlergrill im eigentlichen Sinn besitzen, verwendet man eher den Begriff Bugblende, auch wenn diese zu Wartungszwecken oder für die Notkupplung geöffnet werden kann. Ebenfalls wird der Begriff Bugklappe auch in Zusammenhang mit Wohnwagen verwendet; hinter dieser befinden sich Versorgungseinrichtungen wie Propangasflaschen und Wasserbehälter.
Die Begriffe Bug bzw. Bugklappe haben ihren Ursprung in der Seefahrt, wobei hier – schon aufgrund der unterschiedlichen und teils sehr aufwändigen Konstruktionen – auch weitere, verschiedene Begriffe wie Bugpforte, Bugrampe, Bugtor oder Bugvisier gebräuchlich sind. Die Begriffe Bugklappe oder Bugrampe verwendet man eher bei Schiffen, wo der Verschluss gleichzeitig als Auffahrrampe dient, z. B. beim Hovercraft. Bei Verdrängerschiffen bestehen diese Bugtore aus mehreren Komponenten: einerseits dem Bugvisier als äußeren Verschluss, einer dahinter liegenden Fahrzeugrampe, die das Bugtor wasserdicht abschottet und einem optionalen, weiteren Hochseeschott.